# Багратионовск
Багратионовск (на руски: Багратионовск) е град в Русия, административен център на Багратионовски район, Калининградска област. Населението на града към 1 януари 2018 е 6482 души.